# Robert Janecki
Robert Janecki, ps. Jabes (ur. 27 czerwca 1974 w Mrągowie) – kapitan jachtowy, kapitan motorowodny, nawigator, routier.
Mistrz Europy w klasie ILC 40 na jachcie „MK Cafe” wraz z załogą dowodzoną przez Karola Jabłońskiego w 1998 roku. Członek załogi katamaranu Warta-Polpharma dowodzonej przez Romana Paszke w wokółziemskich regatach The Race w 2000 roku. Od 1999 roku członek Race Team 2000 zainicjowanego przez Romana Paszke. Czterokrotny Mistrz Polski oraz czterokrotny zdobywca Pucharu Polski w różnych klasach regatowych. W rejsach i wyścigach oceanicznych przebył ponad 100 000 mil morskich. W latach 2000–2004 dziennikarz magazynu żeglarskiego „Rejs”. W latach 2005–2008 trener Kadry Narodowej w olimpijskiej klasie 470. Uprawia także kolarstwo górskie, biegi długodystansowe, triathlon i biegi narciarskie. Od 2010 roku prowadzi drużynę kolarstwa górskiego Renault Team.

## Życiorys
W 1983 roku zaczął uprawiać żeglarstwo, w 1990 zwyciężył w Pucharze Polski klasy Cadet, w 1991 zajął 5. miejsce w tej klasie, podczas regat Pucharu Świata rozgrywanych w Belgii.
W latach 1993-95 był członkiem kadry narodowej w olimpijskiej klasie 470 reprezentującym barwy klubu BAZA Mrągowo. W tym czasie dwukrotnie zwyciężył w Mistrzostwach Polski Juniorów w klasie 470.
W 1998 zajął 1. miejsce w Mistrzostwach Europy w klasie ILC 40 we Włoszech na jachcie MK CAFE. W tym samym roku i na tym samym jachcie, w załodze dowodzonej przez Karola Jabłońskiego zdobył 5. miejsce na Mistrzostwach Świata w Hiszpanii. W 2000 wziął udział w regatach dookoła świata The Race na jachcie typu maxi-katamaran Warta-Polpharma. W sezonach 2002-2004 był sternikiem zespołu Volkswagen Yacht Race Team. W klasie 730 dwukrotnie zdobył tytuł Mistrza Polski, trzykrotnie zwyciężył w Pucharze Polski i czterokrotnie w Grand Prix klasy 730 rozgrywanej w formule Match Racing. W 2004 uczestniczył w próbie bicia rekordu w żegludze okołoziemskiej na jachcie Bank BPH klasy VOR60. W latach 2005–2008 był trenerem kadry narodowej w olimpijskiej klasie 470.
W październiku 2009 był sternikiem i nawigatorem na jachcie „Gemini 3” dowodzonym przez Romana Paszke podczas rekordowego przejścia pod żaglami ze Świnoujścia do Gdyni w czasie 8 godzin 55 minut 50 sekund. W styczniu 2011 pełnił tę samą funkcję na tym samym jachcie podczas rekordowego przejścia pod żaglami z Las Palmas na Gwadelupę w czasie 8 dni 2 godziny 38 minut 11 sekund.
Trzykrotny zwycięzca 24-godzinnego maratonu kolarstwa górskiego - Mazovia 24H (2009-2011). W roku 2013 ukończył Maraton Warszawski z czasem 3 godz. 17 min 14 s. Od 2016 skipper i sternik 66 stopowego katamaranu R-SIX.

## Osiągnięcia żeglarskie
| Rok       | Osiągnięcie |
| --------- | --- |
| 1990      | 1. miejsce w Pucharze Polski w kl. Cadet                                                                               |
| 1990      | Zwycięstwo w 4 zawodach Pucharu Polski kl. Cadet                                                                       |
| 1991      | 2. miejsce w Pucharze Polski w kl. Cadet                                                                               |
| 1991      | 5. miejsce w regatach Pucharu Świata w kl. Cadet (Belgia)                                                              |
| 1992      | 3. miejsce w Mistrzostwach Polski Juniorów w olimpijskiej kl. 470                                                      |
| 1992      | 10. miejsce w Mistrzostwach Świata Juniorów w kl. 470 (Finlandia)                                                      |
| 1993      | 1. miejsce w Mistrzostwach Polski Juniorów w olimpijskiej kl. 470                                                      |
| 1993      | 1. miejsce w punktacji generalnej Pucharu Polski Juniorów w kl. 470                                                    |
| 1995      | 1. miejsce w Mistrzostwach Polski Juniorów w olimpijskiej kl. 470                                                      |
| 1995      | 1. miejsce w Mistrzostwach Polski Juniorów w olimpijskiej kl. 470                                                      |
| 1995      | 3. miejsce w Mistrzostwach Polski Seniorów w olimpijskiej kl. 470                                                      |
| 1995      | 3. miejsce w klasyfikacji generalnej Pucharu Polski Seniorów w kl. 470                                                 |
| 1997      | Udział w kampanii olimpijskiej SYDNEY 2000 wraz z Karolem Jabłońskim na katamaranie TORNADO.                           |
| 1998      | 1. miejsce w Mistrzostwach Europy w klasie ILC 40 we Włoszech na jachcie MK CAFE                                       |
| 1998      | 5. miejsce w Mistrzostwach Świata w klasie ILC 40 na jachcie MK Cafe                                                   |
| 1998      | Rekord przejścia pod żaglami ze Świnoujścia do Gdyni w czasie 13 godzin 41 minut 11 sekund na katamaranie ALKA-PRIM    |
| 2000      | Przejście Atlantyku pod żaglami w czasie 14 dni 6 godzin 30 minut 19 sekund, na katamaranie POLPHARMA-WARTA            |
| 2001      | Zdobywca IV miejsca w wokółziemskich regatach The Race na katamaranie WARTA - POLPHARMA dowodzonym przez Romana Paszke |
| 2003-2004 | Dwukrotny Mistrz Polski w klasie 730                                                                                   |
| 2002-2004 | Trzykrotny zdobywca Pucharu Polski w klasie 730                                                                        |
| 2001-2004 | Czterokrotny zwycięzca Grand Prix klasy 730 (formuła Match Racing)                                                     |
| 2004      | Próba bicia rekordu w rejsie dookoła świata na jachcie BANK BPH (ex. ASSA ABLOY) klasy VOR60                           |
| 2005-2008 | Trener Kadry Narodowej kobiet i mężczyzn w olimpijskiej klasie 470                                                     |
| 2016      | 1. miejsce na jachcie R-SIX w regatach Multihull Cup - Majorka s                                                       |
| 2017      | 3. miejsce na jachcie R-SIX w regatach RORC Carribean 600 - Antigua s                                                  |
| 2017      | 2. miejsce na jachcie R-SIX w Heineken Regatta - St. Maarten s                                                         |
| 2017      | 3. miejsce na jachcie R-SIX w Les Voiles De St. Barth - St. Barth s                                                    |
| 2017      | 1. miejsce na jachcie R-SIX w Antigua Sailing Week - Antigua s                                                         |
| 2017      | 2. miejsce na jachcie R-SIX w Fastnet Race - Southampton                                                               |
| 2018      | 2. miejsce na jachcie R-SIX w Les Voiles De St. Barth - St. Barth s                                                    |
| 2018      | 1. miejsce na jachcie R-SIX w Antigua Sailing Week - Antigua s                                                         |
| 2018      | 2. miejsce na jachcie R-SIX w Multihull Cup - Majorka s                                                                |
| 2018      | 1. miejsce na jachcie Husaria w Section 02 w regatach Chicago-Mackinac s                                               |
| 2019      | 2. miejsce na jachcie R-SIX w Caribbean Multihull Challange                                                            |
| 2019      | 3. miejsce na jachcie R-SIX w Heineken Regatta - St. Maarten s                                                         |
| 2019      | 3. miejsce na jachcie R-SIX w Les Voiles De St. Barth - St. Barth s                                                    |
| 2019      | 1. miejsce na jachcie R-SIX w Antigua Sailing Week - Antigua s                                                         |
| 2019      | 3. miejsce na jachcie R-SIX w Multihull Cup - Majorka s                                                                |

### Rekordy
| Rok  | Rekord |
| ---- | --- |
| 1998 | Rekord Polski na dystansie 1 mili morskiej na katamaranie ALKA-PRIM                                                              |
| 1998 | Rekord na trasie Świnoujście - Gdynia (wzdłuż polskiego wybrzeża) w czasie 13 godzin 41 minut 11 sekund na katamaranie ALKA-PRIM |
| 2009 | Rekord Świnoujście - Gdynia (wzdłuż polskiego wybrzeża) w czasie 13 godzin 07 minut 40 sekund na katamaranie GEMINI 3            |
| 2009 | Rekord Świnoujście - Gdynia (wzdłuż polskiego wybrzeża) w czasie 8 godzin 55 minut 50 sekund na katamaranie GEMINI 3             |
| 2011 | Rekord na atlantyckiej trasie z Las Palmas na Guadaloupę w czasie 8 dni 2 godziny 38 minut 11 sekund na katamaranie GEMINI 3     |

## Pozostałe osiągnięcia
| Rok  | Osiągnięcie                                                                                            |
| ---- | --- |
| 2009 | 1. miejsce – Wyścig 24-godzinny w kolarstwie górskim, DUO (624 km; 26,3km/h) – Mazovia 24H (Wieliszew) |
| 2010 | 1. miejsce – Wyścig 24-godzinny w kolarstwie górskim, DUO (570 km; 22,3km/h) – Mazovia 24H (Wieliszew) |
| 2011 | 1. miejsce – Wyścig 24-godzinny w kolarstwie górskim, DUO (480 km; 20 km/h) – Mazovia 24H (Wieliszew)  |
| 2011 | 1. miejsce – Klasyfikacja drużynowa cyklu Poland Bike MTB Maraton                                      |
| 2012 | 4. miejsce – Mistrzostwa Polski w maratonie MTB Medio kat. M3 (Dąbrowa Górnicza)                       |
| 2013 | Maraton Warszawski – czas netto: 3 godz. 17 min 14 s                                                   |
| 2014 | Półmaraton Warszawski – czas netto: 1 godz. 24 min 26 s                                                |
| 2014 | Bieg na 10 000 metrów Gdynia – czas netto: 37 min 24 s                                                 |
| 2014 | Garmin Iron Triathlon Gołdap - 1/4 Ironman – czas netto: 2 godz.18 min 16 s                            |
| 2014 | Herbalife Triathlon Gdynia - 1/2 Ironman – czas netto: 4 godz.41 min 46 s                              |

## Życie prywatne
Mąż Doroty, ojciec Gabriela i Michaliny.